# Rhacophoridae
Famille
Synonymes
- Polypedatidae Günther, 1858

Les Rhacophoridae forment une famille d'amphibiens. Elle a été décrite par Abraham Carel Hoffmann en 1932.

## Répartition
Les membres de cette famille se rencontrent en Afrique subsaharienne, en Asie du Sud, en Asie du Sud-Est et en Asie de l'Est.

## Description
La plupart des espèces de cette famille sont arboricoles. Certaines, dont les pattes avant et arrière présentent des membranes au niveau des doigts et orteils, sont capables de planer ce qui est à l'origine de leur nom vernaculaire de « grenouille volante ».
Leur taille varie selon les espèces entre 15 et 120 mm. Les pattes des espèces arboricoles sont pourvues de ventouses. Les pattes avant des membres du genre Chiromantis ont deux doigts opposables.

## Liste des sous-familles et genres
Selon Amphibian Species of the World (14 avril 2014) :

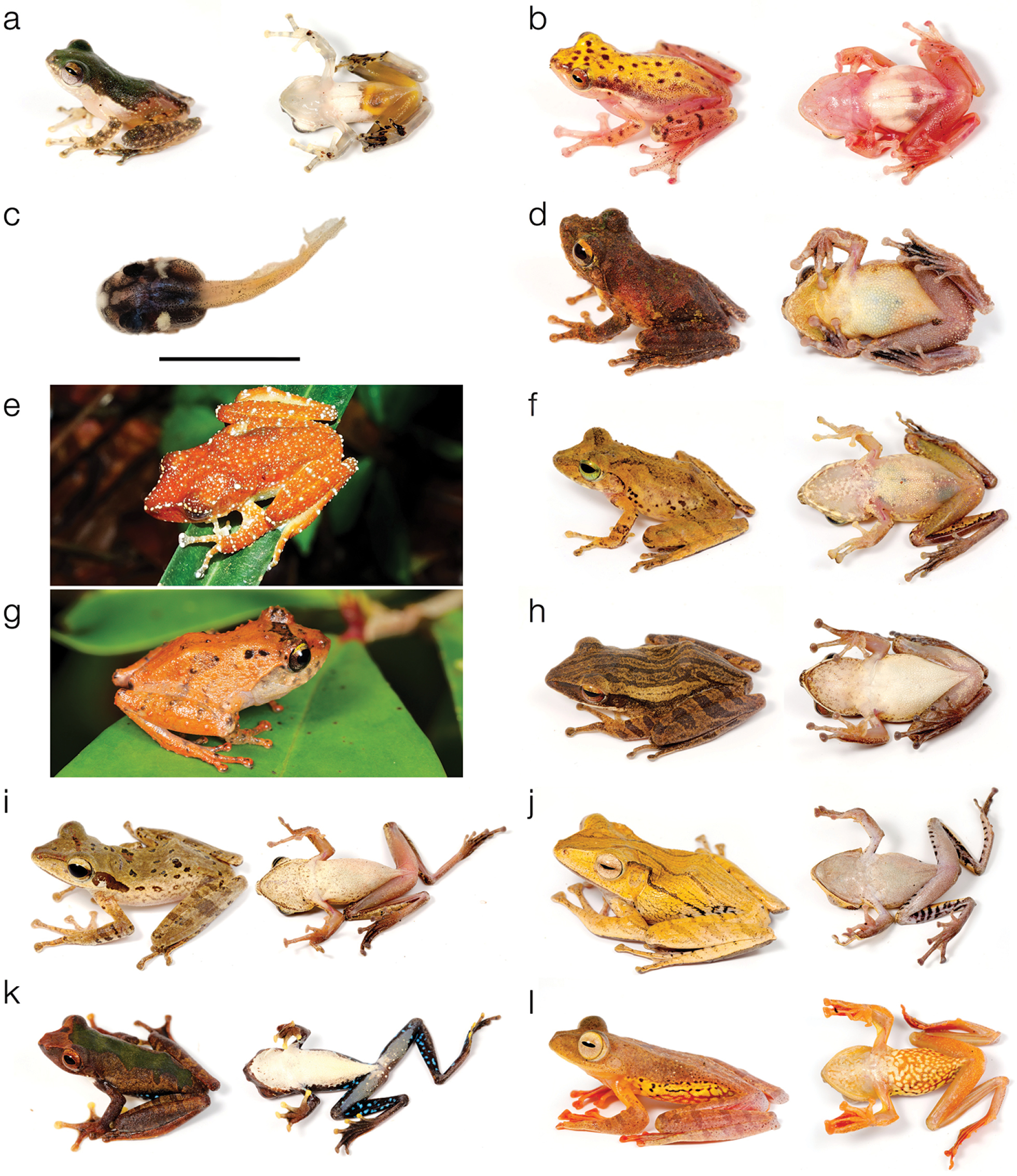
Rhacophoridae : a. Feihyla kajau b. Chiromantis inexpectatus c. têtard de Chiromantis inexpectatus d. Kurixalus appendiculatus e. Nyctixalus pictus f. Philautus hosii g. Philautus nephophilus h. Polypedates leucomystax i. Polypedates macrotis j. Polypedates otilophus k. Rhacophorus cyanopunctatus l. Rhacophorus pardalis

- sous-famille Buergeriinae Channing, 1989
  - genre Buergeria Tschudi, 1838
- sous-famille Rhacophorinae Hoffman, 1932
  - genre Beddomixalus Abraham, Pyron, Ansil, Zachariah & Zachariah, 2013
  - genre Chiromantis Peters, 1854
  - genre Feihyla Frost, Grant, Faivovich, Bain, Haas, Haddad, de Sá, Channing, Wilkinson, Donnellan, Raxworthy, Campbell, Blotto, Moler, Drewes, Nussbaum, Lynch, Green & Wheeler, 2006
  - genre Frankixalus Biju, Senevirathne, Garg, Mahony, Kamei, Thomas, Shouche, Raxworthy, Meegaskumbura & Van Bocxlaer, 2016
  - genre Ghatixalus Biju, Roelants & Bossuyt, 2008
  - genre Gracixalus Delorme, Dubois, Grosjean & Ohler, 2005
  - genre Kurixalus Ye, Fei & Dubois, 1999
  - genre Leptomantis Peters, 1867
  - genre Liuixalus Li, Che, Bain, Zhao & Zhang, 2008
  - genre Mercurana Abraham, Pyron, Ansil, Zachariah & Zachariah, 2013
  - genre Nasutixalus Jiang, Yan, Wang & Che, 2016
  - genre Nyctixalus Boulenger, 1882
  - genre Philautus Gistel, 1848
  - genre Polypedates Tschudi, 1838
  - genre Pseudophilautus Laurent, 1943
  - genre Raorchestes Biju, Shouche, Dubois, Dutta & Bossuyt, 2010
  - genre Rhacophorus Kuhl & Van Hasselt, 1822
  - genre Taruga Meegaskumbura, Meegaskumbura, Bowatte, Manamendra-Arachchi, Pethiyagoda, Hanken & Schneider, 2010
  - genre Theloderma Tschudi, 1838

## Publications originales
- Hoffman, 1932 : Researches relating to the validity of the South African Polypedatidae (Rhacophoridae) as an autonomous family of the Anura. South African Journal of Science, vol. 29, p. 562-583.
- Günther, 1858 : On the Systematic Arrangement of th Tailless Batrachians and the Structure of Rhinophrynus dorsalis. Proceedings of the Zoological Society of London, vol. 26, p. 339-352 (texte intégral).